# The Court of the Crimson King
The Court of the Crimson King è un singolo del gruppo musicale britannico King Crimson, pubblicato nel 1969 come unico estratto dal primo album in studio In the Court of the Crimson King.
La canzone fa parte della colonna sonora del film I figli degli uomini, di Alfonso Cuarón. Inoltre è la traccia presente durante i titoli di coda del videogioco Natural Doctrine.

## Cover
- I Saxon nel loro album del 2001 Killing Ground.
- Gli Asia durante il loro tour del 2006.
- Ian McDonald e John Wetton con Steve Hackett nell'album dal vivo The Tokyo Tapes.

## Tracce
Testi e musiche di Peter Sinfield e Ian McDonald.
Lato A
1. The Court of the Crimson King (Part One)

Lato B
1. The Court of the Crimson King (Part Two)